# Batalha de Caishi
A Batalha de Caishi (Batalha de Ts'ai-shih; chinês: 采石之戰) foi um dos grandes confrontos navais  das Guerras Jin–Sung da China. A batalha teve lugar entre 26 e 27 de Novembro de 1161. Os soldados sob o comando do príncipe Hailing, o imperador de origem jurchen da Dinastia Jin, tentou atravessar o rio Yangtze para atacar os Sung do Sul. Yu Yunwen, um funcionário público designado pelo imperador para o administrar as situações do dia-a-dia, estava no comando do exército Sung. Os navios de guerra movidos a pás da frota Sung, equipados com trabucos que lançavam projécteis incendiários feitos com pólvora e cal, derrotaram, inequivocamente, os navios ligeiros da marinha Jin.
A partir de 1125, os Jin tinham conquistado todos os territórios dos Sung a norte do rio Huai. Em 1142, um tratado de paz estabeleceu as fronteiras entre os dois estados, com os Jin a Norte e os Sung a Sul. O príncipe Hailing subiu ao trono em 1150, e tinha a intenção de unir as duas partes sob um único imperador. Em 1158, Hailing achou que os Sung tinham violado o tratado de 1142, um pretexto para declarar a guerra aos Sung. Ele começou os preparativos para a guerra no ano seguinte. Instituiu o recrutamento forçado pelo qual todos os homens fisicamente capazes tinham que se alistar. O recrutamento revelou-se impopular, dando origem a revoltas, mais tarde suprimidas. O exército Jin deixou a capital de Kaifeng em 15 de Outubro de 1161, e avançou desde o Huai até ao rio Yangtze, sem grande resistência dos Sung.
Os Sung estavam fortificados ao longo da frente do Yangtze. Hailing planeava atravessar o rio até Caishi, a sul da actual Nanjing. Embarcou nas margens do Yangtze em 26 de Novembro, e encontrou-se com as forças Sung, comandadas por Yu Yunwen para um confronto naval. Hailing perdeu a batalha e retirou-se para Yangzhou, onde foi assassinado, num acampamento militar, pelos seus próprios homens pouco depois da batalha de Caishi. Entretanto, na ausência de Hailing, tinha ocorrido um golpe military na corte Jin, subindo ao poder Shizong como novo imperador. Em 1165, é assinado um tratado de paz que pôs fim ao conflito entre os Sung e os Jin.
Embora as fonts Sung possam ter inflaccionado o número de forças e baixas em Caishi, terão sido cerca de 18 000 o número de soldados do seu exército. Estudos modernos sugerem que a batalha teve uma dimensão menor, e que ambos os lados estavam equiparados em termos de força. Ainda assim, a vitória aumentou o moral da infantaria Sung, e bloqueou o avanço do exército Jin. O imperador Gaozong abdicou nove meses depois da batalha.